# Hawkmoon (jeu de rôle)
Pour les articles homonymes, voir Hawkmoon.
Hawkmoon est un jeu de rôle de science fantasy américain créé par Kerie Campbell-Robson, et édité par Chaosium en 1985.
Le jeu se déroule à la fin de la période du Tragique Millénaire, imaginé par Michael Moorcock dans sa saga éponyme, c’est-à-dire le futur imaginaire de notre monde commencé après que l'Âge d'or du XXIe siècle se soit effondré à cause d'un cataclysme mondial.
Il utilise le système de règles Basic, à l'instar de Stormbringer (lui-même basé sur une saga de Moorcock). Il permet aux joueurs d'incarner des humains évoluant dans un monde de science occulte et de sorcellerie démente, l'Europe envahie par le Ténébreux Empire de Granbretanne. 

## Histoire éditoriale
La première édition de Hawkmoon fut créée aux États-Unis par Kerie L. Campbell-Robson en 1985. La version anglaise eut peu de succès auprès du public anglophone, et son décor de campagne contenait des erreurs flagrantes : par exemple, elle prétendait que Copenhague était la capitale des Pays-Bas et que la Corse et la Sardaigne faisaient partie de la Catalogne. Ces erreurs furent réparées en 1988 dans la version française par Oriflam, qui eut plus de succès que la version originale. Oriflam publia plusieurs suppléments de création originale, alors que peu de suppléments furent publiés en anglais.
La première édition française comprenait entre autres :
- 1988 : La boîte de base
- 1988 : L'écran du meneur de jeu

et la seconde édition :
- 1996 : Le livre de base reprenant une partie des règles du jeu Elric !
- 1996 : L'écran du meneur de jeu

Des extensions dont :
- Suppléments de contexte :
  - 1991 : La France
  - 1992 : L'Empire ténébreux
  - 1992 : La Kamarg
  - 1998 : L'Espanyia
  - 1999 : Fils de Granbretanne
  - 2000 : Les Royaumes de l'est I
  - 2000 : Les Royaumes de l'est II
  - 2002 : Atlas germanique
  - 2002 : Atlas scandin
- Recueils de scénarios et campagnes dont :
  - 1989 : L'Île brisée
  - 1993 : Les Portes du paradis
  - 1995 : Chair et métal
  - 1997 : Le Seigneur des Sans-masques
  - 2001 : Chroniques des royaumes de l'est
  - 2002 : Chroniques germaniques
- De nombreuses parutions de scénarios et campagnes dans des magazines spécialisés.

Une seconde édition française fut publiée en 1996 par Oriflam. Cette nouvelle édition n'était plus une traduction mais une création entièrement originale. Les règles de cette seconde édition étaient reprises du jeu Elric!.
C'est la version la plus populaire à ce jour car elle permet entre autres de voyager d'un univers à l'autre sans changer se système de jeu avec surtout l'univers de Elric! dans la version du jeu qui lui est consacré utilisant ce même système de jeu, cela permet par exemple des aventures ou campagnes de jeu en partie dans un univers puis dans un autre avec des défis intéressants à relever car les deux univers sont des opposés pour la présence de magie et de la technologie.
Mongoose Publishing, un éditeur britannique qui avait racheté la licence de Hawkmoon, a créé en 2007 une nouvelle version de ce jeu, avec un système de jeu tiré de la quatrième édition de RuneQuest. Cette édition a été traduite en version française et est sortie courant de l'année 2009.

## Univers
L'univers d'Hawkmoon est tiré de La Légende de Hawkmoon, une série de sept romans de Michael Moorcock. L'action se passe sur la Terre du 53e siècle, où la civilisation que nous connaissons a été détruite après un âge d'or au XXIe siècle. L'essentiel de l'Europe a désormais un niveau technologique proche de celui du Moyen Âge ou de la Renaissance, mais une technologie évoluée est disponible pour certains savants et pour les nations les plus puissantes ; la technologie est souvent assimilée à de la magie et les scientifiques à des sorciers. 
Les grandes puissances technologiques, diplomatiques et militaires sont la Moscovie, l'Espanya, et surtout la Granbretanne. La Moscovie est une grande nation mais dont les frontières orientales se font lentement dévorer par une mer de nuages mystérieuse. L'Espanya domine la Mer Méditerranée et dispose d'une Église puissante et unie, mais aussi de dirigeables et d'une artillerie à énergie. La Granbretanne est un pays ravagé par les radiations où s'est imposé un système de castes. Les soldats et les élites de la société granbretonne portent des masques d'animaux qui identifie leur fonction : par exemple, les loups, les chiens et les taureaux sont des soldats, les serpents sont des scientifiques, les renards des espions, etc. Les Granbretons retirent très rarement leur masque en public, et ont tendance à sombrer dans la folie et à imiter le comportement de leur animal tutélaire. 
La période des romans et du jeu de rôle couvre l'invasion de l'Europe par les Granbretons. Ceux-ci commencent par envahir lentement la Scandie et la Moscovie, puis conquièrent le reste de l'Europe puis du Proche-Orient de plus en plus rapidement. L'Empire granbreton finit par s'effondrer sous l'action conjointe de traîtres et de résistants, et en particulier du héros Dorian Hawkmoon.
Un autre aspect de l'univers est qu'il appartient au même multivers que les autres romans de la geste du champion éternel de Michael Moorcock. Ainsi, bien que la technologie soit plus fréquente que la magie dans Hawkmoon, il existe de loin en loin des artefacts et des puissances cosmiques surnaturelles. Certains suppléments permettent également des crossover avec le jeu Stormbringer, qui s'inspire d'une autre série de romans de Moorcock.

## Système de règles
Le système de règles de Hawkmoon est le Basic Role-Playing, avec quelques spécificités. Les règles de la première édition sont très similaires à celles de Stormbringer, celles de la seconde édition sont plus proches de celles d'Elric !, qui est la troisième édition de Stormbringer.
En 2007, l'éditeur Mongoose Publishing a sorti un nouveau jeu nommé Hawkmoon prenant comme système sa version de RuneQuest. Le développement de l'univers est complètement différent de celui des suppléments publiés par Oriflam.